# Andrzej Rokicki (kompozytor)
Andrzej Rokicki (ur. 23 sierpnia 1938 w Chorzowie, zm. 1 lutego 2009 w Łodzi) – polski kompozytor, trębacz i dyrygent. Wykładowca Akademii Muzycznej w Łodzi.

## Życiorys
W młodości uczył się gry na trąbce u Stanisława Szejwałły w Państwowym Liceum Muzycznym w Łodzi. Następnie kontynuował naukę pod kierunkiem Szejwałły w łódzkiej Państwowej Wyższej Szkole Muzycznej, będąc pierwszym dyplomantem tej uczelni w grze na trąbce. Następnie grał w Orkiestrze Filharmonii Łódzkiej i Orkiestrze Polskiego Radia. W latach 1961–1990 był początkowo stałym solistą i pierwszym trębaczem, a następnie dyrygentem i reżyserem dokonywanych nagrań Orkiestry Polskiego Radia pod kierunkiem Henryka Debicha. Jednocześnie był pierwszym trębaczem w orkiestrach Teatru Muzycznego i Teatru Wielkiego w Łodzi, a także orkiestry międzynarodowej Martina Hoffmanna. Od 1960 pracował jako pedagog, początkowo w łódzkiej Państwowej Szkole Muzycznej, następnie w Liceum Muzycznym i od 1974 w Państwowej Wyższej Szkole Muzycznej. W latach 1993–1999 był prodziekanem Wydziału Wykonawstwa Instrumentalnego i Wokalno-Aktorskiego Akademii Muzycznej.
Jako artysta solowy, występował z polskimi orkiestrami symfonicznymi, w tym m.in. z: Bydgoszczy, Częstochowy, Lublina, Łodzi, Olsztyna, Opola, Rzeszowa, Wrocławia i Zabrza. interpretował koncerty na trąbkę m.in.: Haydna, Hummla, Goedickego, Panufnika, Marońskiego i Reszke. Jako kameralista współpracował z pianistami, takimi jak: Rajmund Ambroziak, Bronisław Hajn, Andrzej Jasiński, Zbigniew Lasocki, Władysław Manijak i Edward Przyłęcki.
Pisał również muzykę dla filmu i telewizji. Był członkiem rzeczywistym ZAKR-u i ZAIKS-u, a także nauczycielem gry na rogach myśliwskich i nominowanym przez Zarząd Główny Polskiego Związku Łowieckiego jurorem konkursów sygnalistki myśliwskiej.
Został pochowany w części ewangelicko-augsburskiej Starego Cmentarza w Łodzi.

## Wyróżnienia
- Srebrny Krzyż Zasługi,
- Złoty Krzyż Zasługi,
- Honorowa Odznaka Miasta Łodzi,
- Medal „Zasłużonemu dla Polskiego Radia i Telewizji”[2].

## Filmografia
- 1966:
  - „Na tropach wielkich drapieżników” – muzyka z cyklu „Rok myśliwego”
  - „Polska rzeźba współczesna” – muzyka
  - „Korekta trwa” – muzyka
- 1967: „Właściwe stosowanie barw” – muzyka
- 1968:
  - „Pracowite promienie” – opracowanie muzyczne
  - „Notatki z podróży. Temat: marsylia” – muzyka
  - „Lasery” – opracowanie muzyczne
- 1969:
  - „Z trąbką w herbie” – muzyka
  - „Tajemnice kineskopu” – opracowanie muzyczne
- 1970:
  - „Spróbuj jeszcze raz” – aranżacja
  - „Ruch – sport – młodzież” – muzyka
  - „Materia i antymateria” – muzyka
  - „2000 Lat zagłębia staropolskiego” – muzyka
- 1972: „Koral-koń nasz przyjaciel” – muzyka
- 1973:
  - „Śladami myśli Kopernika” – muzyka
  - „Łęczyckie świątki i demony” – muzyka
- 1974:
  - „Zbiory” – muzyka
  - „W poszukiwaniu źródeł energii” – muzyka
  - „Plama” – muzyka
- 1975:
  - „Goździk” – muzyka
  - „Anioły pod choinką” – muzyka
- 1976:
  - „Tryptyk” – muzyka
  - „Jak przeżyłem dni szczęśliwe” – muzyka
- 1977: „Fakir” – muzyka
- 1977 – 1982: „Opowiadania Muminków” – muzyka
- 1978:
  - „Wesela nie będzie” – dyrygent
  - „Ślad na ziemi” – dyrygent
- 1979:
  - „Operacja Himmler” – dyrygent
  - „Hotel klasy lux” – dyrygent
- 1980:
  - „Party przy świecach” – dyrygent
  - „Kariera Nikodema Dyzmy” – dyrygent
  - „Jeśli serce masz bijące” – dyrygent
- 1981:
  - „Wierne blizny” – dyrygent
  - „Wariacje Trąbla” – muzyka arie i balety
  - „Ślepy bokser” – dyrygent
  - „Okolice spokojnego morza” – dyrygent
  - „Czwartki ubogich” – muzyka, dyrygent
  - „Czerwone węże” – dyrygent
  - „Białe tango” – dyrygent
- 1982 – 1986: „Blisko, coraz bliżej” – dyrygent
- 1983:
  - „Złe dobrego początki...” – dyrygent
  - „Szczęśliwe dni Muminków” – muzyka
- 1984:
  - „Przygoda w krainie czystości” – muzyka
  - „Przemytnicy” – dyrygent
  - „Janasowe narodzenie” – dyrygent
- 1985:
  - „Zaproszenie” – dyrygent
  - „Obcy w domu” – dyrygent
- 1986: „Zima w dolinie Muminków” – muzyka
- 1988:
  - „Romeo i Julia z Saskiej Kępy” – dyrygent
  - „Kolory kochania” – dyrygent
- 1996: „Konkurs stulecia” – opracowanie muzyczne[1].